# Fotbal na Ostrovních hrách 2015
Fotbal na Ostrovních hrách 2015 byl 14. ročník turnaje. Vyhrálo ho družstvo Guernsey.

## Stadiony

mapa Jersey

| Stadion             | Lokace       |
| ------------------- | ------------ |
| Le Boulivot         | Grouville    |
| Le Squendez         | St. Brelade  |
| La Coeffardiere     | St. Clement  |
| Springfield Stadium | St. Helier   |
| Le Couvent          | St. Lawrence |
| La Rue des Vignes   | St. Peter    |
| Recreation Centre   | St. John     |
| La Cache es Fresnes | St. Ouen     |

## Skupiny

### Skupina A
1. Menorca
2. Grónsko
3. Alandy
4. Saaremaa

### Skupina B
1. Guernsey
2. Anglesey
3. Gibraltar
4. Gotland

### Skupina C
1. Shetlandy
2. Wight
3. Falklandy
4. Hitra

### Skupina D
1. Man
2. Jersey
3. Vnější Hebridy
4. Alderney

## Vyřazovací fáze
|  |   |           |   |  |  |   |          |   |
|  |   |           |   |  |  |   |          |   |
|  | 1 | Guernsey  | 2 |  |  |   |          |   |
|  | 1 | Menorca   | 1 |  |  |   |          |   |
|  |   |           |   |  |  | 1 | Guernsey | 3 |
|  |   |           |   |  |  | 1 | Man      | 0 |
|  | 1 | Man       | 3 |  |  |   |          |   |
|  | 1 | Shetlandy | 1 |  |  |   |          |   |